# Песчанка (Челябинская область)
Песчанка — посёлок в Карталинском районе Челябинской области России. Входит в состав Снежненского сельского поселения.

## География
В 1 км от посёлка протекает река Сухая. Расстояние до районного центра города Карталы 64 км.

## История
Поселок основан в 1952 году при ферме 4-го отделения совхоза «Еленинский». 
На его территории располагается 3-е отделение СХПК «Снежный». 
В окрестностях выявлены залежи песчаника, ведется его добыча. 

## Население
| 2002 | 2010 |
| ---- | ---- |
| 174  | ↘129 |

## Улицы
- Лесная,
- Центральная.

## Инфраструктура
- Фельдшерско-акушерский пункт,
- клуб